# Mamerto Menapace
Mamerto Menapace (Malabrigo, Santa Fe, 24 de enero de 1942-Junín, Buenos Aires, 6 de junio de 2025) fue un monje benedictino, sacerdote católico y escritor argentino.

## Biografía
Fue hijo de Antonio y Josefina, fue el noveno de trece hermanos. A los diez años ingresó como internado al monasterio benedictino de Santa María de Los Toldos, fundado en 1948, y más tarde decidió incorporarse a la Orden de San Benito. 
Realizó sus estudios de Teología en el monasterio benedictino de Las Condes, en Chile, y fue ordenado diácono por el cardenal Raúl Silva Henríquez, en 1966. Ese mismo año fue ordenado presbítero. También se recibió de maestro normal nacional en un colegio regenteado por los Hermanos Maristas.
De regreso en la Argentina, se instaló definitivamente en el monasterio de Los Toldos, donde en 1974 fue elegido superior de su comunidad. Ese año dio refugio al padre Carlos Mugica, amenazado por distintas facciones del peronismo, un mes antes de su asesinato.
Fue canónicamente elevado a la dignidad de abad del monasterio en agosto de 1980, en una ceremonia presidida por el cardenal Eduardo Pironio. Fue abad del Monasterio de Santa María de los Toldos por dos períodos, desde 1980 hasta 1992. En 1995 fue nombrado abad presidente de la Congregación Benedictina que reúne a los monasterios de Chile, Paraguay, Uruguay y Argentina.
Desde joven se dedicó a escribir cuentos, poesías, ensayos bíblicos, narraciones y reflexiones, generalmente orientados al público juvenil. Por su estilo carente de formalismos –ha llegado a transcribir la mayoría de los salmos a un lenguaje gauchesco– y por su inspiración en temas cotidianos, se lo suele comparar con el cura Brochero. 
Desde 1976 publicó sus libros a través de la Editora Patria Grande y se ha hecho muy popular en el ámbito de la Iglesia católica en Argentina y también en el extranjero. Ha publicado más de cuarenta libros con temas que van desde el encuentro con Dios al crecimiento en la fe.
En 1994 recibió el Premio Konex - Diploma al Mérito como uno de los cinco máximos exponentes de la Literatura Juvenil.

### Fallecimiento
Falleció el 6 de junio de 2025 en Junín, a los 83 años, tras haber sido trasladado desde el Monasterio Santa María de Los Toldos.

## Obras literarias
- "Morir en la pavada".
- Un Dios rico de tiempo (1976 y 2003).
- Camino de Emaús, con Fe y Esperanza (1977).
- La sal de la Tierra (1977 y 2005).
- Fieles a la vida (1977).
- Salmos criollos (1977 y 2006).
- Las abejas de la tapera (1979 y 2004).
- Madera verde (1982 y 2004).
- Cuentos rodados (1983 y 2004).
- Entre el brocal y la fragua (1986 y 2005).
- Las exigencias del amor (1987).
- Una orca llamada Belén: misterio marino (1988).
- Nuestra tierra y nuestra fe (1989 y 2004).
- El paso y la espera: rumiando la vida (1992; Salamanca, 1994 y 1995; Buenos Aires, 2005).
- Con corazón de niño (1993 y 2004).
- Sufrir: pasa. Reflexiones para la Cuaresma (1994 y 2005).
- El amor es cosa seria. Reflexiones sobre la pareja, el hogar y la familia (1994 y 2006).
- Esperando el Sol. Reflexiones sobre Adviento y Navidad (1995).
- La Palabra de Mamerto Menapace (comp. Jorge Albarracín) (1995).
- Peregrinos del Espíritu (1996 y 2006).
- Los valores, con humor (en coautoría con Luis Landriscina, 1997).
- Cuento con ustedes (1998).
- La vida que el Padre nos dio (1998).
- Humorterapia, cura con cuentos (1999).
- Cuento con ustedes dos (1999).
- El milagro y el valor de la vida (en coautoría con Luis Landriscina y René Favaloro, 2000).
- Hoy como Ayer y Siempre. Doce reflexiones sobre Cristo (2001).
- Inventario de cuentos y recuerdos (2002).
- Cuentos matizados (2003).
- Catequesis Yerbiadas I: bautismo (2004).
- Catequesis Yerbiadas II: eucaristía (2004).
- Catequesis Yerbiadas III: confirmación (2004).
- Catequesis Yerbiadas VII: unción de los enfermos (2004).
- Catequesis Yerbiadas IV: matrimonio (2005).
- Catequesis Yerbiadas V: orden sagrado (2005).
- Catequesis Yerbiadas VI: reconciliación (2005).
- Las alas de la mariposa: curso breve sobre los Salmos (2005).
- Luz de mi tierra (2006).
- Puro cuento. Vida de monjes (2007).
- Cosas de Dios. Antiguo Testamento (2010).
- Cosas del Espíritu. Cosas de Jesucristo. Nuevo Testamento (2010).
- Añoransias (2011).
- Cuentos Tocayos (2012).
- Fabulario I (2013).
- Fabulario II (2013).
- Mano a Mano (2013).
- Virtudes Choique y otros cuentos (2015).

## Traducciones y ediciones en el extranjero
- Um Deus sem pressa (Brasil, 1983).
- Sal da Terra (Brasil, 1983).
- Caminho de Meaux (Brasil, 1983).
- El paso y la espera (España, 1994 y 2003).
- Cuentos al amanecer (España, 2003 y 2004).
- Cuentos desde la cruz del sur (España, 2003 y 2004).
- El camino de las escrituras I: lámpara para mis pasos (España, 2003).
- El camino de las escrituras II: luz en mi sendero (España, 2003).
- I racconti dell’ aurora (Italia, 2005).

## Discografía
- De yerbas y otros cuentos (1985).
- Cuando el hogar se vuelve familia (1985).
- Noviazgo-Vocación (1985).
- Solidaridad (1985).
- Bautismo (1985).
- Cuaresma (1985).
- Semana Santa, Semana de Pascua (1985).
- Cosas del Espíritu. Hechos de los Apóstoles v. I al IV. (1991).
- Cosas de Dios. Antiguo Testamento. v. I al VII (1991).
- Cosas de Dios. Nuevo Testamento v. I al XII (1991).
- Sobre Dios y los hombres Vol I y II (1992).
- Cuentos breves v. I al IV (1993).
- Cuentos para niños v. I al IV. (1993 y 2006).
- Cuentos del Reino (1994).
- Pareja, hogar, familia. Charla para matrimonios (1994).
- Matrimonio y sacramento (1994).
- Charla para amigos que llevan una cruz (1994).
- Charla para desanimados (1994).
- Los valores, con humor (con Luis Landriscina) (1993).
- La familia y el humor son cosa seria (con Luis Landriscina) (1995).
- El milagro y el valor de la vida (con Luis Landriscina y René Favaloro, en el Luna Park, 1997).
- Nuestra tierra y nuestra fe (intérprete y composición musical: Roberto Ovejero, 1998).
- Cristo hoy, como Ayer y Siempre v. I al VI (2000).
- Así cuenta, canta y reza nuestro pueblo (con Luis Landriscina, Julián Zini y el grupo Neike Chamigo, 2005).

## Filmografía
- Los cuentos del padre Mamerto Menapace (varios videos, 1990).
- Reflexiones-Imágenes-Charlas (1991).
- El amor es ingenioso (1994).
- A los jóvenes les digo (1994).
- Padres e hijos adolescentes: sin recetas y con tortas (1994).
- Reflexiones sobre la familia (1994).
- Adviento y Navidad (1994).
- Las personas separadas y la santidad (1994).
- El Sueño de Dios (1994).
- Los valores, con humor (con Luis Landriscina, 1993).
- La familia y el humor son cosa seria (con Luis Landriscina, 1995).
- El milagro y el valor de la vida (con Luis Landriscina y René Favaloro, 1997).
- Cuento con ustedes (1998).